# MTV Digital Days 2013
Gli MTV Digital Days 2013 si sono svolti dal 27 al 29 giugno 2013 alla Reggia di Venaria.